# Episodi di Due ragazzi e una ragazza (quarta stagione)
La quarta stagione della serie televisiva Due ragazzi e una ragazza è stata trasmessa in anteprima negli Stati Uniti d'America dalla ABC tra il 6 ottobre 2000 e il 16 maggio 2001.
| nº | Titolo originale                | Titolo italiano | Prima TV USA     | Prima TV Italia |
| -- | ------------------------------- | --------------- | ---------------- | --------------- |
| 1  | The Bear                        |                 | 6 ottobre 2000   |                 |
| 2  | Meat                            |                 | 13 ottobre 2000  |                 |
| 3  | 15 Minutes of Shame             |                 | 20 ottobre 2000  |                 |
| 4  | The Satanic Curses              |                 | 27 ottobre 2000  |                 |
| 5  | A Germ Runs Through It          |                 | 3 novembre 2000  |                 |
| 6  | The One Without Dialogue        |                 | 10 novembre 2000 |                 |
| 7  | Disco Nights                    |                 | 10 novembre 2000 |                 |
| 8  | My Dinner with Irene            |                 | 24 novembre 2000 |                 |
| 9  | Drip                            |                 | 8 dicembre 2000  |                 |
| 10 | Rescue Me                       |                 | 15 dicembre 2000 |                 |
| 11 | Burning Down the House          |                 | 5 gennaio 2001   |                 |
| 12 | Give Mommy a Kiss               |                 | 12 gennaio 2001  |                 |
| 13 | I've Got a Secret               |                 | 19 gennaio 2001  |                 |
| 14 | The Aftermath                   |                 | 2 febbraio 2001  |                 |
| 15 | An Eye for a Finger             |                 | 9 febbraio 2001  |                 |
| 16 | A Few Good Firemen              |                 | 16 febbraio 2001 |                 |
| 17 | The Adventures of Captain Karma |                 | 23 febbraio 2001 |                 |
| 18 | Make Mine Tea                   |                 | 7 marzo 2001     |                 |
| 19 | The Love Boat                   |                 | 1º maggio 2001   |                 |
| 20 | The Icewoman Cometh             |                 | 9 maggio 2001    |                 |
| 21 | Should I Stay or Should I Go?   |                 | 16 maggio 2001   |                 |
| 22 | The Internet Episode            |                 | 16 maggio 2001   |                 |